# Crooked Boy
Crooked Boy — пятый мини-альбом британского музыканта Ринго Старра, выпущенный 26 апреля 2024. Продюсером стала Линда Перри.

## Выпуск
В преддверии выхода Crooked Boy Ринго и Линда посетили Amoeba Music в Голливуде. Находясь там, Старр подробно рассказал о создании альбома:
“Мы позвонили ей, и я спросил её, есть ли у неё трек, она сказала, "да", я потом звонил ей, она сказала, "алло". Она сказала: "Ты дашь мне поработать над твоим мини-альбомом?" И я сказал, "да". И она проделала очень хорошую работу.”
В записи также участвовал Ник Валенси, известный, как участник группы The Strokes. Изначально был выпущен на лимитированном цветном виниле. Был выпущен 26 апреля 2024 в цифровом варианте, а также на CD и на виниле 31 апреля. Сингл February Sky был выпущен 12 апреля. Журнал Rolling Stone назвал песню «подъёмной», в то время как Старр назвал песню «великой, но капризной». Все песни написаны и спродюсированы Линдой Перри, с вокалом и барабанами Ринго Старра. Тур с All Starr Band начался весной и закончится осенью.
Этот мини-альбом является возвращением певца к кантри после его Beaucoups of Blues в 1970. Сессии альбома проложили путь выпуску кантри-альбома, который предварительно будет выпущен в октябре.

## Список композиций
Слова и музыка всех песен — Линда Перри.
| №                   | Название             | Длительность |
| ------------------- | -------------------- | ------------ |
| 1.                  | «February Sky»       | 3:18         |
| 2.                  | «Adeline»            | 2:41         |
| 3.                  | «Gonna Need Someone» | 3:00         |
| 4.                  | «Crooked Boy»        | 3:12         |
| Общая длительность: | Общая длительность:  | 12:12        |

## Участники записи
- Ринго Старр — вокал и ударные (1-4)
- Линда Перри — бас, гитара, и Электроорган (1); акустическая гитара (2); бэк-вокал (1-3)
- Крис Принс — бас-гитара (3, 4); клавишные и бэк-вокал (3)
- Ник Валенси — гитара (1-4)
- Джош Гуч — гитара (1-4)
- Дамон Фокс — меллотрон и клавишные (2)
- Билли Моллер — бас-гитара (2)
- Эли Пёрл — гитара (2)
- Барклэй Моффитт — саксофон (2, 4)
- Пол Нельсон — тромбон (2, 4)
- Аарон Джаник — труба (2, 4)

Технический персонал и менеджмент
- Линда Перри — продюсирование и инженерные работы
- Джим Шульц — микс
- Эмили Лазар — мастеринг
- Брюс Шугар — запись ударных
- Кии Аренс — художник
- Гарри Бенсон — фотографии

## Позиции в чартах
В Великобритании заглавная песня Crooked Boy попала в Официальные Чарты в Список продаж синглов на 26 месте, пробыв там 1 неделю.
Также песня попала в Physical Singles Chart на 2 месте, всего пробыв там 11 недель. В Vinyl Singles Chart песня была на 3 месте и была там 6 недель.
| Чарт (2024)          | Высшая позиция |
| -------------------- | -------------- |
| Австрия (Ö3 Austria) | 56             |